# Sagra buqueti
Sagra buqueti (còn được gọi là bọ đùi ếch hay bọ chuột túi) là một loài bọ cánh cứng trong họ Chrysomelidae.

## Mô tả
S. buqueti có thể đạt chiều dài 25–50 mm (0,98–1,97 in). Loài này có thân hình sặc sỡ, óng ánh có tính chất dị hình giới tính nổi bật. Con đực lớn hơn nhiều và có hai chân sau rất dài và khỏe (do đó có tên chung là bọ đùi ếch). Màu sắc cơ bản là xanh lá cây kim loại, với phản chiếu ánh đỏ và vàng trên cánh. Ấu trùng của loài này có thể được tìm thấy trong rừng trên các loại dây leo thuộc họ Đậu, đặc biệt là sắn dây và Centrosema plumieri. Chúng cũng đã được nuôi nhốt tại Sở thú Berlin trên cây khoai lang.

## Phân bố
Loài này phân bố ở Thái Lan, Việt Nam, Indonesia và Malaysia.